# هرکول آزادشده
هرکول آزادشده (ایتالیایی: Ercole e la regina di Lidia) یک فیلم فانتزی و ماجراجویانه ایتالیایی به کارگردانی پیترو فرانچیشی است که در سال ۱۹۵۹ منتشر شد.
این فیلم دنباله‌ای بر فیلم هرکول (۱۹۵۸) محسوب می‌شود.

## داستان
هرکول در یک مأموریت، از چشمه جادویی می‌نوشد و حافظه خود را از دست می‌دهد. او بیشتر فیلم را در باغهای لذت بخش ملکه لیدیا وقت می‌گذراند. در حالی که اولیس جوان در تلاش است تا به او کمک کند تا حافظه خود را بازیابد، تنش‌های سیاسی در تیب افزایش می‌یابد و همسر جدید هرکول، ایول، خود را در معرض خطر مرگبار قرار می‌دهد.

## بازیگران
- استیو ریوز
- سیلویا لوپز
- سیلوا کوشچینا
- سرجو فانتونی
- فولویا فرانکا
- میمو پالمارا
- چزاره فانتونی
- اوگو ساسو
- پریمو کارنرا
- جولیانو جما
- جانپائولو روسمینو
- اِلدا تاتولی
- نینو مارکتی
- فابریتسیو میونی
- آفرو پُلی